# B. Icsi
A B. Icsi (B壱; Hepburn: B. Ichi) japán mangasorozat, amelyet Ókubo Acusi írt és illusztrált. A Gangan Comics Gekkan Sónen Gangan mangamagazinjában publikálták 2001 és 2002 között, majd az egyes fejezeteket a Square Enix négy tankóbon kötetbe összegyűjtve is kiadta Japánban. Észak-Amerikában a Yen Press szerezte meg a kiadási jogokat és 2008-2009-ben jelentette meg. A szerző később nagyobb ismertségre tett szert Soul Eater című mangájával, a két sorozatban a rajzolás és a szereplők megjelenése nagy hasonlóságot mutat.

## Cselekmény
Egy átlagos ember agyának 30%-át használja, a dokesik azonban 50-60%-át is képesek használni így különleges képességekkel rendelkeznek. E képességnek azonban ára van: be kell tartani bizonyos megkötéseket. Ezen szabályok figyelmen kívül hagyása valami fontos belső tulajdonság elvesztésével járhat. A fiatal Sótarónak minden nap egy jó dolgot kell tennie. Toykyo belvárosában találkozik egy lánnyal, Manával és együtt indulnak megkeresni Sórató gyerekkori barátját, Emine-t. Útja során Sótarónak meg kell küzdenie rossz szándékú dokesik csoportjaival, köztük a Maszkos Gyülekezettel és saját lustaságával is, hogy naponta tehessen valami jót.

## Szereplők

### Főszereplők
Sótaró (将太郎; Hepburn: Shōtarō)
Szinkronhangja: Tanaka Majumi  (japán) (dráma CD)
Egy fiatal dokesi, aki a „Kjókocu”-ként ismert. Képessége, hogy állatok csontjainak harapdálásával állati tulajdonságokat vesz fel, például egy madár csontjától a repülés képességét kapja meg. Sótaró megkötése, hogy minden nap egy jó dolgot kell tennie, hogy használhassa képességét, ellenkező esetben valamilyen fontos belső tulajdonságot veszít el. Gyerekesen és együgyűen viselkedik, és megszállott rajongója a Charisma Justice televíziós shownak és gyakran másolja főhősének „Igazság kardja” nevű támadását. Később kiderül, hogy Sótaró bármely csontból meríthet erőt és előhívhatja a halottak emlékeit és személyiségét. Nagyra értékeli barátságát Emine-nel ezért szorgalmasan végzi jó tetteit. Bár az átlagemberek gyűlölik és megvetik a dokesiket, Sótaró nem érez ellenszenvet irántuk.
Mana (真夏)
Szinkronhangja: Csiba Szaeko  (japán) (dráma CD)
Egy átlagos 16 éves lány, aki csatlakozik Sótaróhoz Emine barátjának keresése során. Állandóan beiratkozik versenyekbe, hogy díjakat nyerjen. Mana Kínából származik, így jártas a harcművészetekben és képes egymaga harcolni egy dokesivel. Harcstílusa a Hinoki-rjú, amely csak családján belül ismert, azonban apja hanyagolta őt bátyja kedvéért. Kedveli a szerencsemondást, ami segíti a döntésekben.
Nanami Jóhei (七海 陽平; Hepburn: Nanami Yōhei)
Szinkronhangja: Nakano Juto  (japán) (dráma CD)
Átlagember, de egy mérnöki géniusz, aki szintén Sótaróval tart. Könnyen összeállít robotokat vagy más készülékeket. Régebben a Dokesi Fejvadászok társaságához tartozott, egy titkos társasághoz, amelyet a japán kormány a dokesik kiirtására hozott létre. Miután a korábbi csapattagjait lemészárolta Nofix, elvesztette másokba vetett bizalmát. Fegyvere a Törvénytűrő Ezüstpisztoly, egy kutya formájú pisztoly, amely képes megharapni más embereket, de több más dologra is használható, köztük televíziónézésre.
Tool (トゥール; Túru; Hepburn: Tūru)
Szinkronhangja: Ueda Júdzsi  (japán) (dráma CD)
Egy kappa, aki szereti a kivit (ez egy szóvicc, mert az „uborka” és a „kivi” japán megfelelője ugyanúgy hangzik) és képes megérteni az emberek mellett a tárgyak érzéseit is. Egy szeméttelepen él, de alkalmanként ellátogat a városba, hogy kivit vegyen. Gyűlöli az embereket, mert úgy véli, hogy egyedül megjelenés alapján ítélkeznek. Mindenkit megtámad, aki pucérnak nevezi. Fegyvere egy bányacsákány és támadásai kígyók neveit viselik. Kappaként képes kitépni mások lelkét, azonban ő, ellentétben a normális kappákkal, csak tárgyakból tudja.
Emine (エミネ)
Szinkronhangja: Isida Akira  (japán) (dráma CD)
Egy dokesi, aki Paj Cöként ismert és akivel gyermekkori barátja, Sótaró újra találkozni szeretne. Emine képessége a vér manipulálása, amit furcsa élőlényekké változtat, majd ezeket alakítja fegyverekké. Megkötése, hogy minden nap egy rossz dolgot kell tennie, különben elveszíti értékes barátságát Sótaróval. Annak ellenére, hogy figyeli Sótarót, úgy érzi, hogy megkötéseik természete lehetetlenné teszi, hogy újra összefussanak. Megfigyelőként dolgozik a Maszkos Gyülekezetnek. Sótaróhoz hasonlóan ő is árva.

### Maszkos Gyülekezet
A Maszkos Gyülekezet a dokesik egy szövetsége, amelyet azért hoztak létre, hogy megdöntsék a japán kormányzatot és a Dokesi Fejvadászok erőit.
Apple Shinoda (アップル=シノダ; Appuru Sinoda; Hepburn: Appuru Shinoda)
Szinkronhangja: Teraszoma Maszaki  (japán) (dráma CD)
Emine munkatársa, akinek megkötése, hogy almát kell ennie, amit állandóan másoknak is kínálgat. Képes átlépni az emberi atletizálás határait és emberfeletti erőről és mozgékonyságról tesz tanúbizonyságot.
Lin Kinpar (鈴 琴羽; Rin Kinpá; Hepburn: Rin Kinpā)
Szinkronhangja: Hirano Aja  (japán) (dráma CD)
Emine egy másik munkatársa, egy dokesi lány, aki képes elpusztítani fizikai formáját. Megkötése, hogy szolgálnia kell az embereket. Szűzként öltözködik és ezüstkészletet használ fegyverként. Elképzelhető, hogy szerelmes Emine-be.
Nofix (ノフィックス; Nofikkuszu; Hepburn: Nofikkusu)
Szinkronhangja: Isino Rjúzó  (japán) (dráma CD)
Egy őrült dokesi, aki azért dolgozik a Maszkos Gyülekezetnek, mert engedik neki, hogy tomboljon. A forgás királyaként emlegetik, képessége, hogy bármit, amihez hozzáér, forgásba tud hozni, például kilőtt lövedékeket ellenkező irányba forgathat. Gyógyulását is fel tudja gyorsítani sejtjei megforgatásával bár ez jelentősen megrövidíti az életét és Jóhei szerint ez okozza őrültségét is. Nofix megszállottan meg akar ölni mindenkit, aki kapcsolatban áll Jóhei-jel.
Rodigy (ロディジー; Rodidzsí; Hepburn: Rodijī)
Szinkronhangja: Vakamoto Norio  (japán) (dráma CD)
Egy dokesi, a Félelemgyár, a Maszkos Gyülekezet egy alosztályának alelnöke. Ő rendelte el a Félelemrobot elkészítését, amellyel a Maszkos Gyülekezet és az egész világ feletti uralmat akarta átvenni. Villámbestia néven ismert, ereje fény és elektromosság kibocsájtásában rejlik. Megkötése, hogy fényben kell fürödnie. Kopasz feje egy izzó villanykörtére emlékeztet. Nem szereti az embereket és rendszeresen használja sértésként a „disznó” szót.
Agi (アッシー; Addzsí; Hepburn: Ajjī)
Szinkronhangja: Ogata Kenicsi  (japán) (dráma CD)
A Félelemgyár tagja, ő alkotta a Félelemrobot és számos más robotot. Kezdetben intelligensnek mutatkozott, de néhány későbbi találmánya megkérdőjelezhető. Nem szereti, ha találmányait sértegetik. Agi egy tanukira emlékeztet és minden mondata végére odateszi, hogy „helyes?”, ami eléggé bosszantja Toolt.
Zuno (ズーノ; Zúno; Hepburn: Zūno)
Egy dokesi, a Félelemgyár Hírszerzési Osztályának vezetője. Képes befogni az elektromágneses hullámokat és megkötése, hogy törölje minden alkalommal a memóriáját. Emiatt nem képes normális életet élni vagy visszaemlékezni feladataira, ebben asszisztense, Assi segíti. Annak ellenére, hogy Félelemgyár dolgozója, nem gonosz, csak azért csatlakozott a gyárhoz, mert megkötései lehetetlenné teszik, hogy egy normális vállalatnál dolgozzon. Orrszőrzete feltűnően hosszú.
Assi (アッシー; Assí; Hepburn: Asshī)
Egy átlagos ember, akinek munkája, hogy segít visszaemlékezni Zunónak. Azért csatlakozott a Félelemgyárhoz, mert nem elég ügyes. Zunóhoz hasonlóan Assi sem gonosz. Különös szemüveget visel, aminek lencséibe „A” betű van belevésve.
Solence
Egy dokesi, a Félelemgyár alkalmazottja. Képes különféle gázokat előállítani a testében, megkötése, hogy mélyeket kell lélegeznie. Őt küldték Jóhei elfogására és a Félelemrobot létfontosságú részének visszaszerzésére.

### További szereplők
Charisma Justice
Egy híres szuperhős, akiért rajong Sótaró és „Igazság kardja” támadását is lemásolja. Egy valós személy, aki nagyon erős: képes volt jobb kezével elpusztítani a Félelemrobotot, amíg Sótarónak még csak behorpasztani sem sikerült. Nem ismert, hogy egy normál ember, egy dokesi vagy valami teljesen más.
Tast Brothers
Egy dokesi testvérpár ugyanazzal a képességgel és megkötéssel: manipulálják a testük víztartalmát, amivel alakot tudnak váltani és támadhatnak is, megkötésként szárított ételeket kell enniük. Megpróbálták átvenni az uralmat Toykyo felett a kormányzó alakjának felvételével, de Sótaró megállította őket.
Christina S. Imbroglia
Egy dokesi szerencsemondó, akinek képessége és megkötése nem került bemutatásra, bár előbbi valószínűleg a jövő előrejelzése lehet.

## Kötetek
A Square Enix négy tankóbon kötetbe összegyűjtötte össze a fejezeteket és 2002. március 22. és 2003. június 21. között adta ki Japánban. Észak-Amerikában a Yen Press szerezte meg a kiadási jogokat és 2008. október 28. és 2009. szeptember 15. között jelentette meg.
| #  | Cím                                   | Kiadás dátuma     | Szereplő a borítón | Oldalszám | ISBN            |
| -- | ------------------------------------- | ----------------- | ------------------ | --------- | --------------- |
| 1. | B. Icsi 1 (B壱 1; Hepburn: B. Ichi 1) | 2002. március 22. | Sótaró             | 179       | ISBN 4757506619 |
| 2. | B. Icsi 2 (B壱 2; Hepburn: B. Ichi 2) | 2002. július 22.  | Mana               | 181       | ISBN 4757507348 |
| 3. | B. Icsi 3 (B壱 3; Hepburn: B. Ichi 3) | 2003. február     | Nanami Jóhei       | 189       | ISBN 4757508743 |
| 4. | B. Icsi 4 (B壱 4; Hepburn: B. Ichi 4) | 2003. június 21.  | Emine              | 206       | ISBN 4757509650 |

## Fogadtatás
Kevin Leathers, az UK Anime Network kritikusa pozitívumként emelte ki Ókubo egyedi stílusát, ami munkáját könnyen megkülönböztethetővé teszi a többi mangától. Kiemeli, hogy számos hasonlóságot mutat későbbi mangájával, a Soul Eaterrel, főként a háttérdesignban, azonban mégis megkülönböztető egyediség lelhető fel minden panelében. Dicséri a szereplők egyedi megjelenését, ami könnyen megjegyezhetővé és megkülönböztethetővé teszi őket. A főszereplőket átlagosnak érzi, egyetlen egyedi tulajdonságként Sótaró képességét emeli ki. A negatív szereplőkben sokkal több érdekességet talált a kritikus, akik kiegészítik az egyszerű természetű főszereplőket, kiemelve közülük Nofixet. Pozitívumnak tekinti, hogy nem hosszú a manga és nem kell folyton várni az újabb kötetére.

## Fordítás
Ez a szócikk részben vagy egészben  a   B. Ichi című angol Wikipédia-szócikk ezen változatának fordításán alapul.  Az eredeti cikk szerkesztőit annak laptörténete sorolja fel. Ez a jelzés csupán a megfogalmazás eredetét és a szerzői jogokat jelzi, nem szolgál a cikkben szereplő információk forrásmegjelöléseként.